# Гаральд Ауффарт
Гаральд Ауффарт (нім. Harald Auffarth; ? — 12 жовтня 1946) — німецький льотчик-ас, оберлейтенант Імперської армії, оберстлейтенант люфтваффе.

## Біографія
Учасник Першої світової війни. Спочатку служив як спостерігач у 27-му льотному дивізіоні, перейменованому 31 жовтня 1916 року на 266-й льотний дивізіон (A). У вересні 1917 року вступив 18-ту винищувальну ескадрилью. Досить швидко здобув  перші п'ять перемог. З 20 жовтня 1917 року — виконувая обов'язків командира, з 11 листопада — командир 29-ї винищувальної ескадрильї.
До 28 травня 1918 року Ауффарт збив 14 літаків Антанти, але отримав поранення в руку. Повернувшись на фронт 21 липня 1918 року, 28 вересня отримав під своє командування винищувальну групу №3, яка включала 14-ту, 16-ту, 29-ту і 56-ту винищувальну ескадрильї. 5 жовтня 1918 року збив DH9 (D560, 206-а ескадрилья). Обидва льотчики збитої машини, лейтенант К.Дж. Найт (ВПС США) та другий лейтенант Дж.Г. Перінг потрапили в полон, але перед цим цей екіпаж підбив Fokker D.VII (387/18) самого Ауффарта, що змусило того піти на вимушену посадку.
Всього за час бойових дій здобув 29 перемог, ще 2 залишились непідтвердженими.
Після війни відкрив льотну школу в Мюнстері.

## Нагороди
- Залізний хрест 2-го і 1-го класу
- Ганзейський хрест (Гамбург і Бремен)
- Королівський орден дому Гогенцоллернів, лицарський хрест з мечами (11 квітня 1918)
- Нагрудний знак «За поранення» в сріблі
- Почесний хрест ветерана війни з мечами

Після двадцятої перемоги був представлений до нагородження орденом Pour le Mérite, проте через завершення Першої світової війни не отримав нагороду.